# Walter Reed
Major Walter Reed, född 13 september 1851 i Belroi i Gloucester County i Virginia, död 22 november 1902 i Washington, D.C., var en läkare i USA:s armé. 
Han bekräftade år 1900 den kubanske läkaren Carlos Finlays teori att gula febern spreds av myggor och inte genom direkt smitta. Detta gjorde det möjligt att bekämpa sjukdomen genom att bekämpa myggorna. Som en följd blev det nu möjligt för USA att fullföra byggandet av Panamakanalen  1903–1916, där det franska försöket under Ferdinand de Lesseps avbrutits 1889 efter att totalt cirka 22000 arbetare dött i gula febern, malaria och andra tropiska sjukdomar. 
Walter Reed har bland annat givit namn till Walter Reed National Military Medical Center, ett militärsjukhus  i Bethesda, Maryland, en förort till Washington, D.C.